# フラウ・ボゥ
- 機動戦士ガンダム > 機動戦士ガンダムの登場人物 地球連邦軍 > フラウ・ボゥ
- 機動戦士Ζガンダム > 機動戦士Ζガンダムの登場人物 > フラウ・ボゥ

フラウ・ボゥ (Fraw Bow / Frau Baw) は、アニメ『機動戦士ガンダム』、『機動戦士Ζガンダム』に登場する架空の人物。ドイツ系で、宇宙世紀0064年生まれ。『機動戦士ガンダム』の主人公アムロ・レイのガールフレンドで、ともに戦争に巻き込まれていく。続編の『機動戦士Ζガンダム』ではハヤト・コバヤシと結婚しており、フラウ・コバヤシとして登場する。
名前の由来について、総監督の富野喜幸は『機動戦士ガンダム』放送当時の「アニメージュ」のQ&Aで「ドイツ語でボウ夫人（フラウ）から」と答えているが、アメリカの女優・クララ・ボウからという説やボウフラからという説もある。

## 劇中での活躍

### 機動戦士ガンダム
第11話、第23話、第34話、第36話を除く全話に登場。当時の身長は160cm。スペースコロニーのサイド7に住んでいた。内気で、父親が留守がちのため趣味に没頭し自分の身の回りのことをほとんどしないアムロに食事を差し入れるなど、甲斐甲斐しく彼の世話をしていた。またアムロの家の向かいに住むハヤト・コバヤシとは幼馴染であった。
第1話にて、サイド7へ侵入し偵察していたジーンが最初に発見したのが、車でアムロの家へ向かう彼女の姿である。その後、功を焦ったジーンのザクが強襲攻撃を仕掛けた事により、近隣住民と共に退避カプセルを出て港へ避難するが、流れ弾による爆発に巻き込まれて祖父と母を目の前で亡くす。ショックで我を見失いかける中、アムロに「君は強い女の子じゃないか」と叱咤され戦艦ホワイトベースに避難。艦内では怪我人の治療の手伝いや、孤児となった避難民カツ・ハウィン、レツ・コ・ファン、キッカ・キタモトの面倒を見るようになる。第3話以降は連邦軍の女子用制服を自分でアレンジし首にスカーフをあしらい、連邦軍制服の白いインナースーツ（アンダーブラウス）を着用せずに太ももを露にしてミニスカート風にしたコスチュームを着用（漫画『機動戦士ガンダム THE ORIGIN』では、練習生の服という設定）。
戦争にはシビアな考えを持ち、「大人だろうと子供だろうと戦うのは連邦もジオンも同じ」とアムロに語っている。
その後も相変わらずアムロの世話を焼き続けるが、彼女の想いは一向に届かないばかりか、アムロが補給に来たマチルダ・アジャン中尉に初めての淡い恋愛感情を抱くようになり、思わず嫉妬心を露わにする場面も幾度か見られる。アムロが一時的にホワイトベースを脱走した際にはバギーで捜索、ランバ・ラル隊との接触によってアムロがクラウレ・ハモンに気を取られていることも鋭く察知している。ホワイトベースが激戦をくぐり抜ける中、アムロがガンダムのパイロットとして常に戦場に出、そして成長していくことに対して置き去りにされる思いを抱き、寂しさをつのらせる。第22話で子供たちをお風呂に入れるシーンでは全裸も見られる。後半の物語では、ホワイトベースの通信士だったセイラ・マスが爆撃戦闘機Gファイター（劇場版ではコア・ブースター）の搭乗員となったため、その代わりにホワイトベースの通信士として活躍する。第26話では喋り方がセイラに似てきたとアムロから指摘されている。第30話のジャブローでは上等兵に任命される（劇場版も同じ）。
地球連邦軍が宇宙要塞ソロモンを攻略する第35話にて、出撃していたハヤトが被弾して帰還するが、この時に彼の看病を担当したのをきっかけとして、ニュータイプに覚醒し常人をはるかに凌駕したアムロを「あの人は私たちとは違う」と評してアムロへの恋心を抑えようとする姿がみられる。第42話では出撃前のハヤトと睦まじく話し込んでいるさまがキッカたちの台詞で語られる。
最終決戦となった第43話にて、アムロからニュータイプの共感による誘導を受け（このとき、彼女としてはおそらく初めての「僕の好きなフラウ」というアムロの呼びかけを聞いている）、ホワイトベースの乗組員やキッカたちと共にア・バオア・クーを脱出、生還している。

#### 小説版 機動戦士ガンダム
アニメ同様、サイド7で木馬（ペガサス）に避難民として乗り込むが、最初から軍人のアムロと違って民間人の彼女は間もなくルナツーで下艦させられてしまう。以後、彼女はアムロとの再会を夢見ながらひたすらルナツーで孤児カツ、レツ、キッカの面倒を見つつ下働きに明け暮れることとなる。のちに戦死したアムロの跳躍する思惟が、ルナツー基地内のベッドで熱に浮かされる彼女の元へ訪れる。想いが届いた喜びも束の間、彼女はアムロと永遠の別れを余儀なくされ号泣する。

#### 『機動戦士ガンダム THE ORIGIN』
母親代わりとして気丈に振舞いながらも、心中にある好意を受け止めてもらえず落涙するなど、アニメよりもアムロに対する思いは緻密に描写されている。ニュータイプとして覚醒した彼との距離の大きさが歴然となり、半ば諦念の心持ちでハヤトのもとへ身を近づける作品後半でも、心底ではアムロを慕う気持ちを棄てられない彼女に対し思い人の投げかける台詞はあまりにも無関心かつ無情である。結果、彼女の涙する姿は最終決戦目前まで頻出することとなる。
カツ・レツ・キッカの3人とは本編以前から生活指導委員として面識があった。

### 機動戦士Ζガンダム
一年戦争の終結後ハヤトと結婚。名前もフラウ・コバヤシとなり、それと同時にカツ、レツ、キッカの3人を養子として引き取り、ハヤトとの実子も妊娠中で既に安定期に入っていた。
『機動戦士Ζガンダム』劇中では、夫であるハヤトが反地球連邦組織であるカラバに参加した事から、カツ、レツ、キッカと共に地球連邦政府の追手を逃れるために、第13話にてアムロの元を訪ねている。しかし、かつての英雄としての面影のないアムロに落胆するが、彼がカラバに復帰する決意をするとカツを託し、地球連邦政府の監視が緩いことを利用して日本へ向かう。この時、ハヤトの子を身籠もっているが、間もなくグリプス戦役で養子カツを、第一次ネオ・ジオン抗争で夫ハヤトを相次いで失うことになる。
劇場版ではラストにアムロ達と合流し、グリプス戦役の終焉を見届ける。また、劇場版機軸で描かれた漫画『機動戦士Ζガンダム デイアフタートゥモロー ―カイ・シデンのレポートより―』では日本に入国後、無事出産し静岡に住んでいる様子が描かれている。

## 担当声優
- 鵜飼るみ子（『機動戦士ガンダム』、『機動戦士Ζガンダム』）
- 福圓美里（『THE ORIGIN』、『劇場版 ククルス・ドアンの島』）
- 山口立花子（『ガンダムさん』）

## 備考
- ガンダムのヒロイン的存在はセイラであり、ミライ・ヤシマも恋多き女性ではあるが、フラウの人気はむしろスタッフ間で広がっていた。富野の「あの子は大事にしたい子だ」発言や、声優永井一郎の「自分の恥部にかかわるので理由は言えないが、ガンダムガールズで一番のお気に入りは彼女だ」との吐露[13]、キャラクターデザインの安彦良和の「泥臭くて一番好き」との発言[14]など。最終回に至るまで、全く人の血で掌を染めていない「普通の女の子」であるヒロインも、富野作品では稀有である。[独自研究?]
- 『アニメージュ』では、読者の質問に答える形で富野は、スリーサイズは80・60・86、趣味は「おかあさんごっこ」と発言している。また「新しい恋人はできるのか？」という質問には「レギュラーメンバーの中の一人が、将来の旦那さんになるだろう」と回答している[15][16]。
- 漫画『いけ!いけ!ぼくらのVガンダム!!』に収録された『ニュータイプ・ヒストリー』では、カイに露出狂呼ばわりされているが、実際にはミニスカートキャラながら1話、10話、25話、26話以外にパンチラシーンはない。もっとも、入浴シーンはガンダム作品の女性キャラクターの中では最も長い。
- なぜか劇中ではフルネームで呼ばれることが多い。まして続けて呼ぶと、ドイツ語では「ボゥおばさん」の意になるため、デザインの安彦からも「若いのに気の毒だね」と同情されつつ、しっかり漫画のネタに使われている（ただし、実際のドイツ語においては、フラウFrauは年齢にかかわらず女性名字一般に対して付加させる形で用いられる。名字を呼びたいときにFrauをつけ、日本語の「さん」に相当する。英語のMrs.とMs.のような既婚・未婚の区別はない[17]）。
- ゲーム『機動戦士ガンダム ギレンの野望』では、MS操縦の経験が全くなかったにもかかわらずMS搭乗可能な設定になっている。
- 他の女性キャラと違い、白いタイツを着用せず生足を見せているが、この理由を「ガンダム30周年祭 in NAGOYA ガンダム THE FIRST」の中で監督･富野が語っている。曰く「あれは一番初めにねぇ、塗り違えたんだよね。生足で塗っちゃった誰かさんがいて、そっちのカット数が多かったから…」とのことであるが、『機動戦士ガンダム記録全集』1巻P87の初期デザインではすでに安彦により脚を肌色に塗られており、他の女性キャラとは差別化されている。『Ζガンダム』において同ポジション（主人公のガールフレンド）であるファ・ユイリィにもそれは踏襲されることになった。
- アニメーション監督で音楽プロデューサーの幾原邦彦は、フラウ・ボゥがアムロ・レイと結ばれなかった理由として、幼馴染は基本的に、主人公にいいように利用されて、最後は捨てられてしまうものであるという富野由悠季の価値観が反映されているとして、幼馴染と結ばれる展開を描きがちな安彦良和にとっては理解できないストーリー展開だっただろうと推察している[18]。

## 評価
『愛と戦いのロボット 完全保存版』で発表されたアンケート「みんなで選ぶロボットアニメーションベスト100」では、「一番お気に入りのヒロインは？」で第51位にランクインした。